# Publicexpress

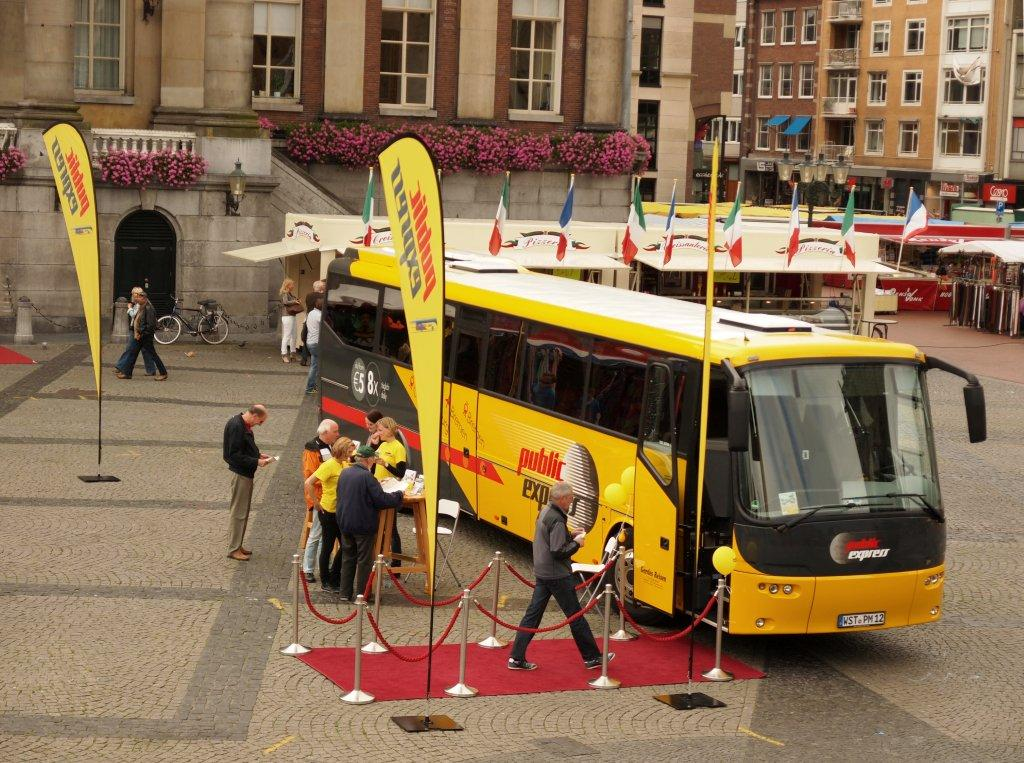
Presentatie van de VDL Futura van Publicexpress op de Grote Markt in Groningen, september 2012.

Publicexpress GmbH is een Duitse busmaatschappij die een rechtstreekse lijnbusverbinding onderhoudt tussen Groningen en Oldenburg. Tussen 2007 en 2 augustus 2015 reden de bussen via Bremen luchthaven door naar het Bremen Hauptbahnhof.

## Geschiedenis
Publicexpress GmbH werd opgericht in oktober 2004 en is gevestigd in Oldenburg, Duitsland. In het eerste jaar werden de bussen en het personeel gehuurd van Hutfilters Reisedienst uit Delmenhorst. Daarna werden ze gehuurd van Gerdes-Reisen uit Westerstede-Ocholt. In januari 2012 werd het bedrijf overgenomen door de Engelse onderneming Marwyn European Transport. Op 15 september 2014 werd Publicexpress uitstel van betaling verleend door een Duitse rechtbank. Gerdes-Reisen nam Publicexpress over per 30 september 2014, en het bedrijf blijft het vervoer uitvoeren onder de naam Publicexpress.
Op 2 augustus 2015 reden de bussen tussen Groningen en Bremen voor het laatst. Sinds augustus 2015 werkt Publicexpress samen met Flixbus.

## Routes
Publicexpress verbindt de Nederlandse provincie Groningen met de Duitse deelstaten Nedersaksen en Bremen. Daarvoor exploiteert zij de buslijn:
- Bremen ZOB/Hbf - Luchthaven Bremen - Oldenburg Hbf - Oldenburg Pferdemarkt - Oldenburg Universität - Autohof Apen/Remels - Station Groningen v.v.

Om tegemoet te komen aan de vraag van de bevolking in Oost-Friesland rijdt er ook een bus tussen Aurich, Hesel en het Autohof Apen/Remels aan de Duitse A28, die aansluit op de busrichtingen Groningen/Oldenburg en Bremen.
Aanvankelijk verzorgde Publicexpress de route Groningen - Oldenburg. Vanaf 2007 begonnen budgetluchtvaartmaatschappijen zoals Ryanair te opereren vanaf Bremen. Dit was de aanleiding om de route uit te breiden via de luchthaven naar het Hauptbahnhof in Bremen. Sinds de zomer van 2012 rijdt de bus tussen Groningen en Bremen maximaal 8 keer per dag. De reistijd naar Oldenburg is maximaal twee uur, naar Bremen maximaal 3 uur en 15 minuten.
In Oldenburg zijn er op bepaalde dagen aansluitende diensten van Fass Reisen uit Wilhelmshaven naar Berlijn en Hamburg.

## Tarieven
Publicexpress hanteert verschillende tarieven en werkt met een flexibel prijzensysteem, waardoor de bustickets voor 60-plussers en op bepaalde tijdstippen goedkoper zijn dan op andere tijdstippen. Tickets zijn goedkoper in de voorverkoop via internet dan wanneer ze in de bus worden gekocht. Kortingskaarten van bijvoorbeeld Deutsche Bahn of Nederlandse Spoorwegen zijn niet geldig.

## Foto's

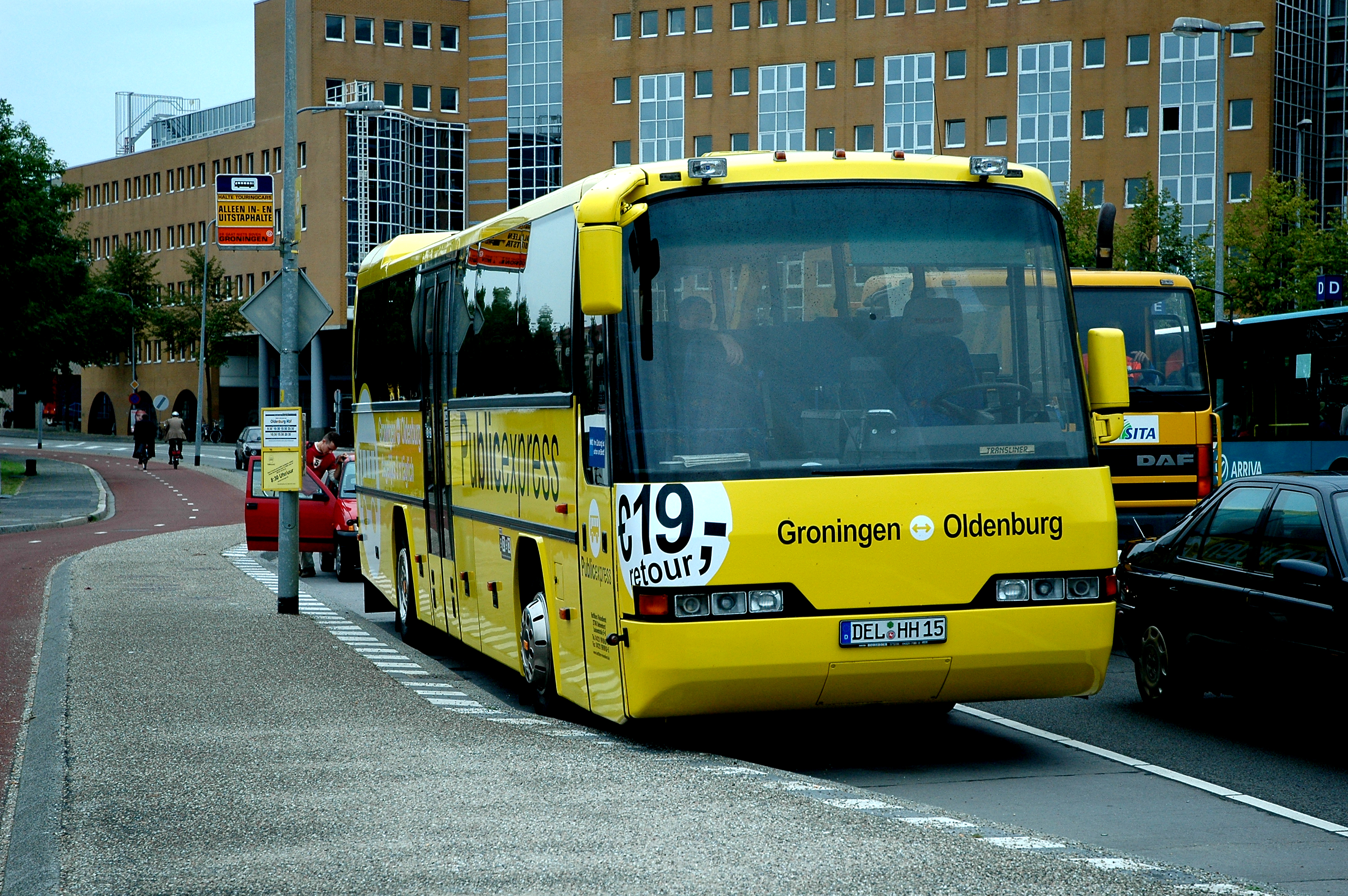
bus van Hutfilters Reisedienst uit Delmenhorst uit 2005
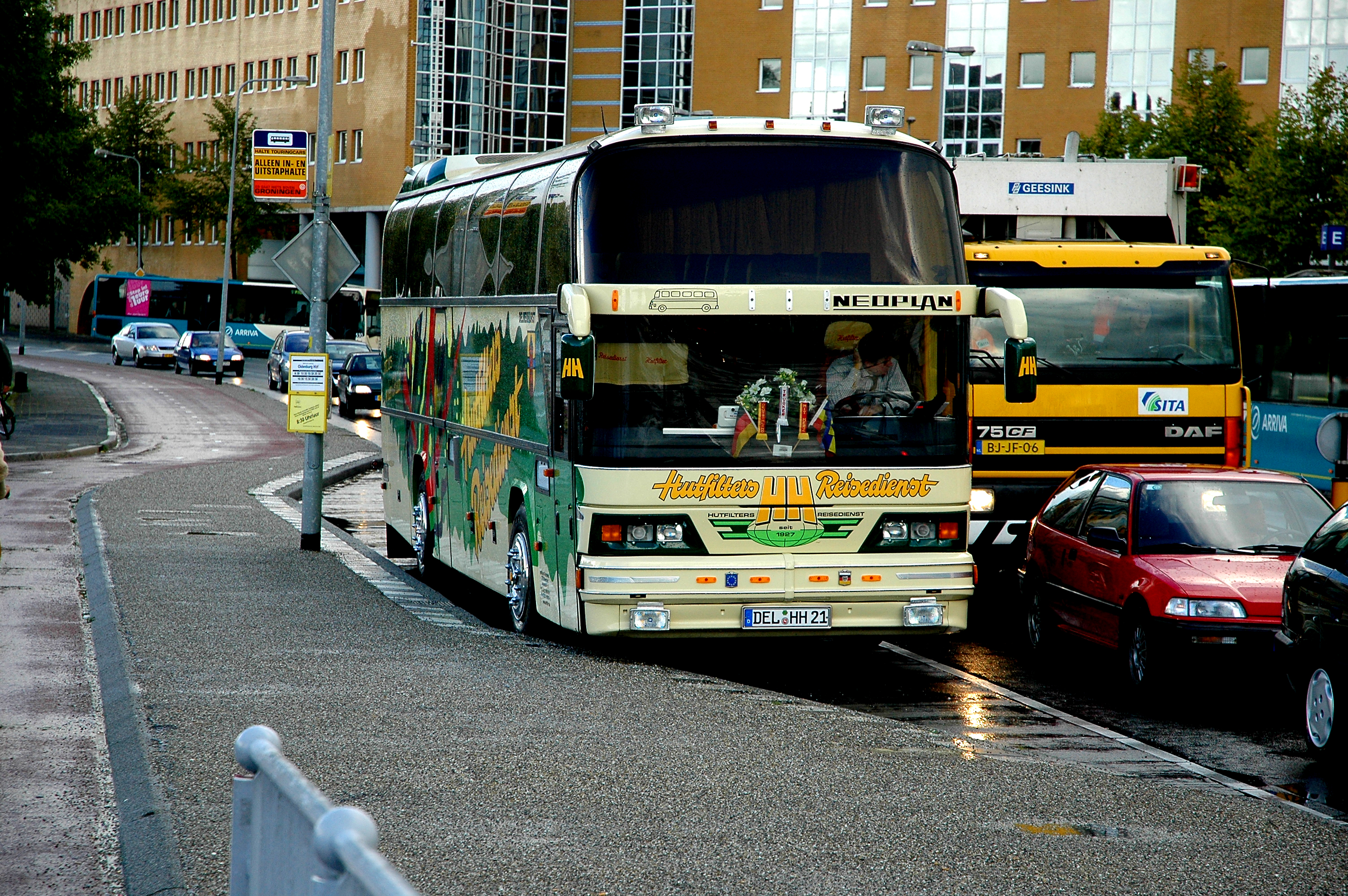
bus van Hutfilters Reisedienst uit Delmenhorst uit 2005
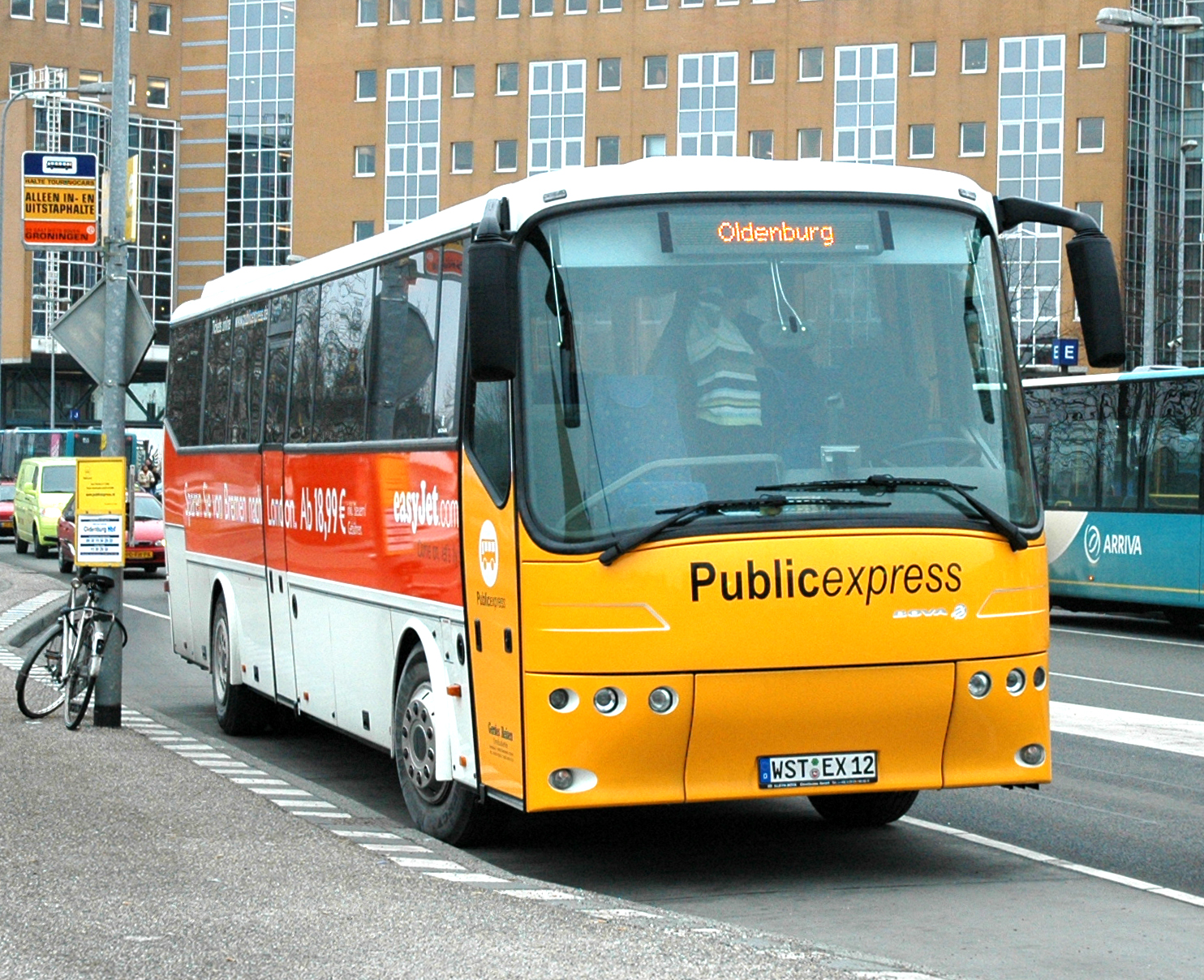
bus van Gerdes Reisen uit Westerstede-Ocholt uit 2006